# McDonnell Douglas KC-10 Extender
McDonnell Douglas KC-10 Extender – latająca cysterna umożliwiająca dotankowywanie innych samolotów w czasie lotu. Jest on specjalnie przystosowaną wersją cywilnego DC-10-30. Samolot znajduje się na wyposażeniu USAF. Obecnie użytkowanych jest 59 maszyn. Wszystkie stacjonują w bazach McGuire w New Jersey i Travis w Kalifornii. Samolot jest używany równolegle z kilkuset (mniejszymi) samolotami KC-135 Stratotanker. W odróżnieniu od KC-135 samolot wyposażony jest na stałe, oprócz używanego do tankowania samolotów USAF przewodu sztywnego, także w przewód elastyczny, z którego korzystają samoloty US Navy i Marines. Jest on aktualnie samolotem o największym na świecie zasięgu.
Został on wybrany w przetargu jaki zorganizował Departament Obrony USA w 1975. Startowały w nim jeszcze trzy inne maszyny (Boeing 747, Lockheed C-5 Galaxy i Lockheed L-1011). Jednak decyzją ówczesnego sekretarza obrony – Donalda Rumsfelda – wygrał właśnie model DC-10-30.
Przystosowanie modelu cywilnego do potrzeb armii wymagało zamontowania w miejsce przestrzeni ładunkowej w której normalnie znajdują się pasażerowie i bagaż, szeregu zbiorników do przewożenia paliwa i systemu, za pomocą którego inne samoloty mogły się łączyć w celu zatankowania. Pierwszą maszynę dostarczono dopiero w 1981. Wyprodukowano tylko 60 sztuk oznaczonych KC-10A, produkcja zakończyła się w 1987. Jeden samolot utracono na ziemi w pożarze.
Istnieje również podobna wersja zwana KDC-10, są to dwa cywilne DC-10-30CF przebudowane na tankowce w 1995 dla Holenderskich Sił Powietrznych, w odróżnieniu od KC-10A operator podajnika paliwa siedzi z przodu maszyny, a do sterowania używa monitora.

## Służba
26 września 2024 roku, w Travis Air Force Base w  Kalifornii odbyła się uroczystość pożegnania i wycofania z czynnej służby po 44 latach, ostatniego KC-10A znajdującego się na stanie United States Air Force. Maszyna o numerze 79-1948 została przebazowana do 309th Aerospace Maintenance and Regeneration Group w Davis-Monthan Air Force Base w Tucson w Arizonie, gdzie przystosowano ją do długotrwałego przechowywania.

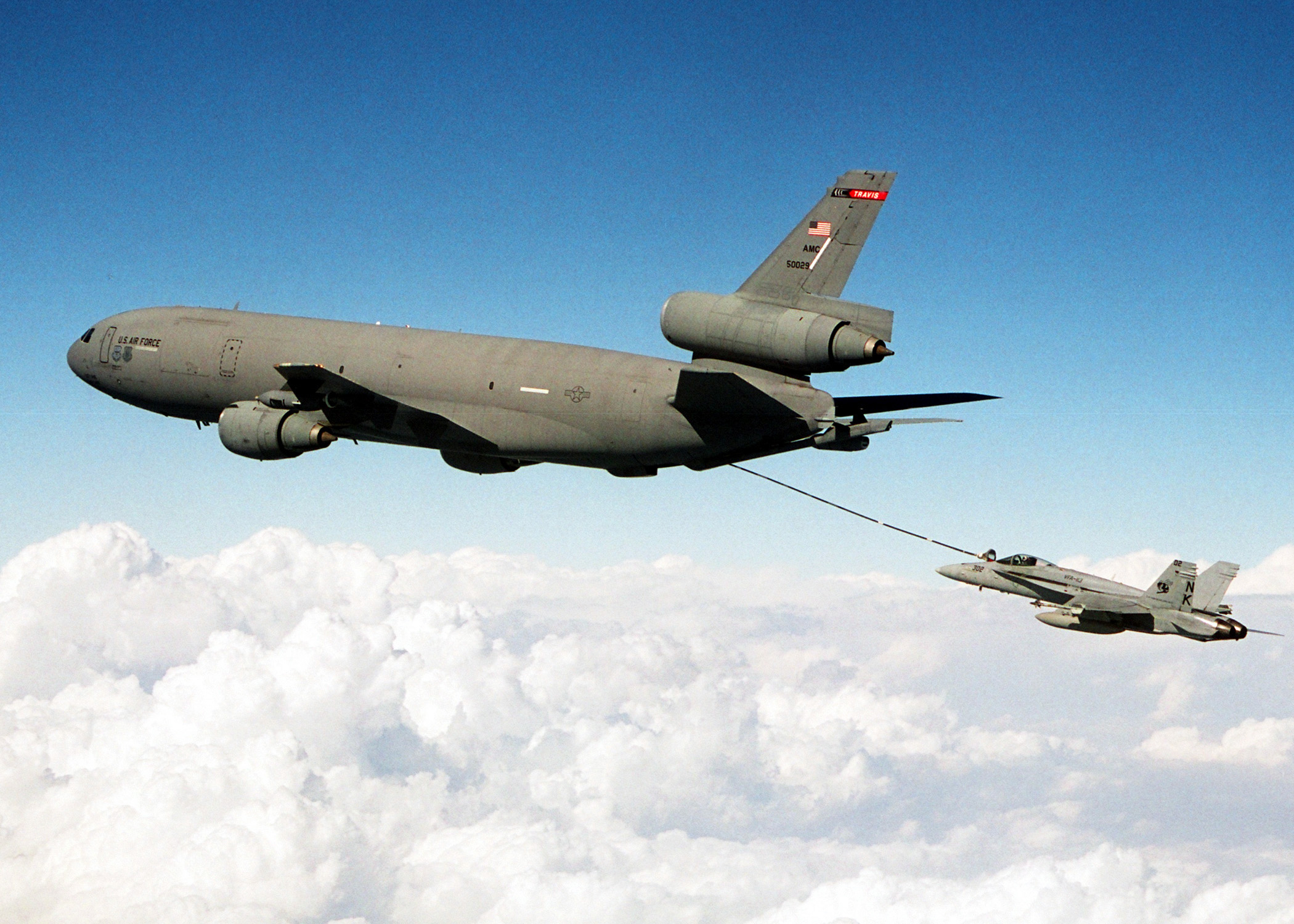
KC-10 Extender tankujący F/A-18C lotnictwa marynarki

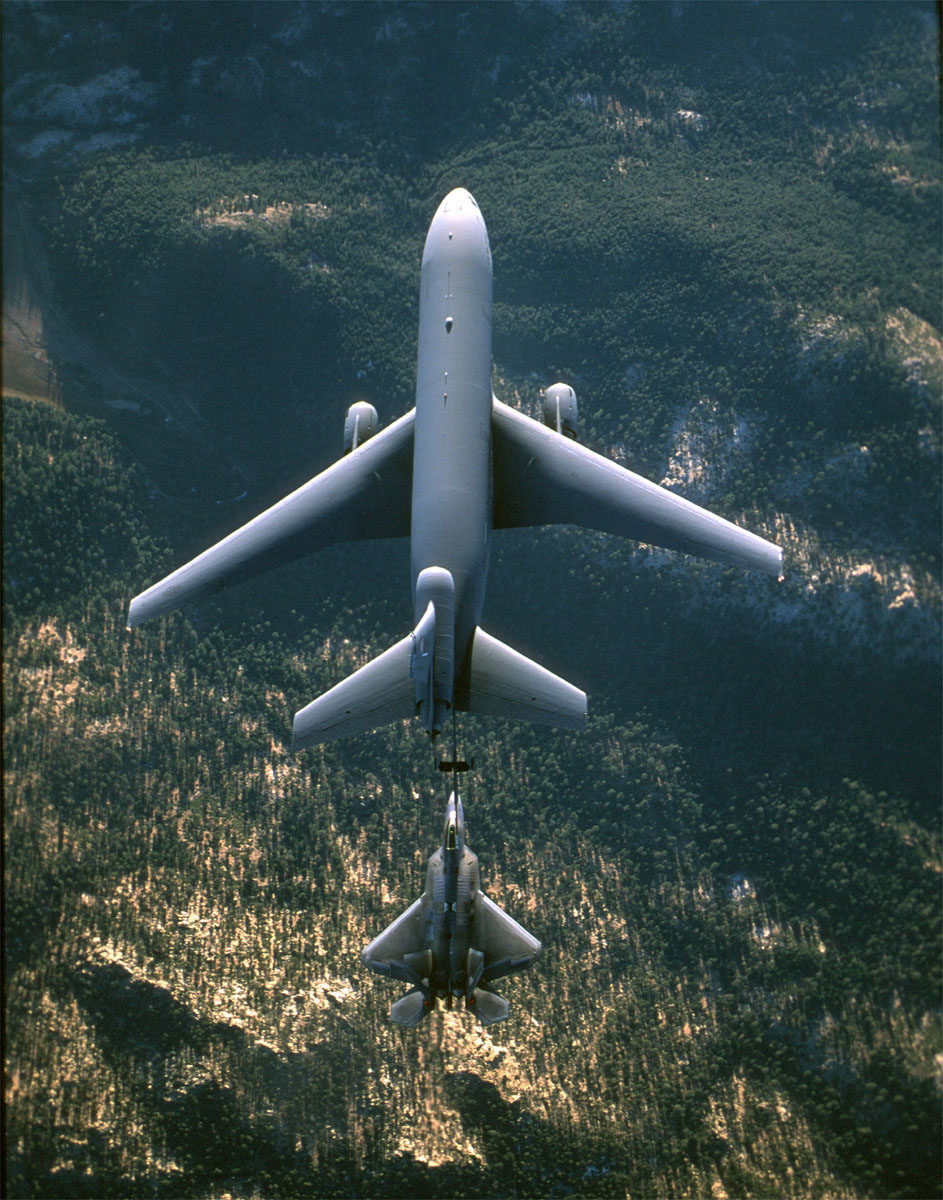
KC-10 Extender z bazy Travis dotankowujący F-22 Raptor